# Safi II.

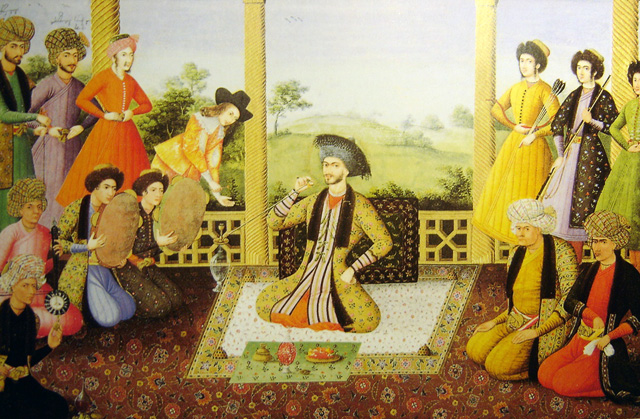
Schah Safi II. und sein Hof, Isfahan 1670. Gemälde von Ali Qoli Jabbador, heute im Institut für Orientalische Studien in Sankt Petersburg. Auffallend sind die zwei georgischen Figuren links im Bild.

Safi II., auch Sulaiman I. (* 1647; † 29. Juli 1694 in Isfahan, beerdigt in Qom), war von 1666 bis 1694 Schah von Persien.
Safi II. war Sohn des Abbas II. und der Tscherkessin Nikahat Khanum und somit ein Herrscher aus der Dynastie der Safawiden. Er folgte seinem Vater am 2. Oktober 1666 als Safi II. auf dem Thron. Sein erstes Jahr war von vielen Naturkatastrophen überschattet. Die Astrologen am Hof kamen zu dem Schluss, dass Safi II. zu früh zum Schah gekrönt worden sei und dass dies der Grund der Katastrophen sei. So wurde die Krönungszeremonie am 20. März 1668 unter seinem neuen Namen Sulaiman I. wiederholt.
Sein voller Titel lautete:
Seine Majestät Ẓillu'llāh 'Abū'l Muẓaffar Sulṭān Sulaimān Ṣafī Šāh II., Schahanschah von Persien
Nach seiner zweiten Inthronierung änderte Safi II. seine bisherige Politik. Er reduzierte die Armeestärke und den Staatsapparat, um den Staat ökonomischer zu führen. Anstelle seiner Minister und Berater gründete er ein Konzil, das aus Palasteunuchen bestand. Die Macht dieses neuen Konzils war so groß, dass sie sogar den Nachfolger Safis II. bestimmten. Der König zog sich dem Rat der Astrologen folgend wochen- und monatelang aus der Öffentlichkeit zurück, so dass die faktische Macht bei dem Konzil und seiner Mutter lag. Während seiner Regierungszeit kam es in Georgien und Kurdistan zu Unruhen und zu Raubzügen der Usbeken in Chorasan und der Belutschen in Kerman. Safi II. starb am 29. Juli 1694, Ihm folgte sein Sohn Sultan Hosein.